# Михаило Анђеловић
Михаило Анђеловић је био управитељ Србије током 1458. године
Након османског освајања Тесалије 1394. године, владајућа породица Филантропена је избегла у Србију. Као унук Алексија или Манојла Филантропена, Михаило Анђеловић је служио као званичник на дворовима Ђурђа и Лазара Бранковића. Био је он у Србији велики војвода, па намесник деспотства. Њему се приписује као задужбина Богородичина црква у селу Доња Каменица код Књажевца.
Михаиловог брата Махмуда су у детињству (звао се Михаслогли) отели турски војници као део данка у крви и довели га у Једрене, где је преобраћен на ислам и постао јаничар. Махмуд се касније уздигао до највиших редова Османског царства, поставши беглербег Румелије (османског Балкана) 1451. године и велики везир 1455. године. Тако су у преговорима између српског деспота Лазара Бранковића и султана Мехмеда II две стране заступали браћа Михаило и Махмуд Анђеловић.
Пошто Лазар Бранковић није имао синова, након његове смрти образовано је трочлано намесништво. Оно је укључивало Лазаровог брата, слепог Стефана Бранковића, Лазарову удовицу Јелену и Михаила Анђеловића, гувернера Рашке. Јелена Брановић се у политици ослањала на Мађаре, а Михаило Анђеловић због брата везира, на Турке. Михаило се надао да ће уз помоћ турске Порте (преко брата везира) постати српски деспот, али након што је потајно увео турске војнике у Смедерево, био је након кратке борбе раскринкан и бачен у тамницу 31. марта 1458. године. Михаило је био затворен и под надзором Дубровчанина, Дамњана Ђорђића; сва његова добра су била одузета и другима подељена. Српски престо је 1458-1459. године припадао Јелени и Стефану Бранковићу. Смедерево је без борбе припало Турцима, 20. јуна 1459. године.